# San Carlos (San Carlos)
San Carlos è un comune (corregimiento) della Repubblica di Panama situato nel distretto di San Carlos, provincia di Panama, di cui è capoluogo. Si estende su una superficie di 29,2 km² e conta una popolazione di 3.578 abitanti (censimento 2010).